# Olga Ovtchinnikova

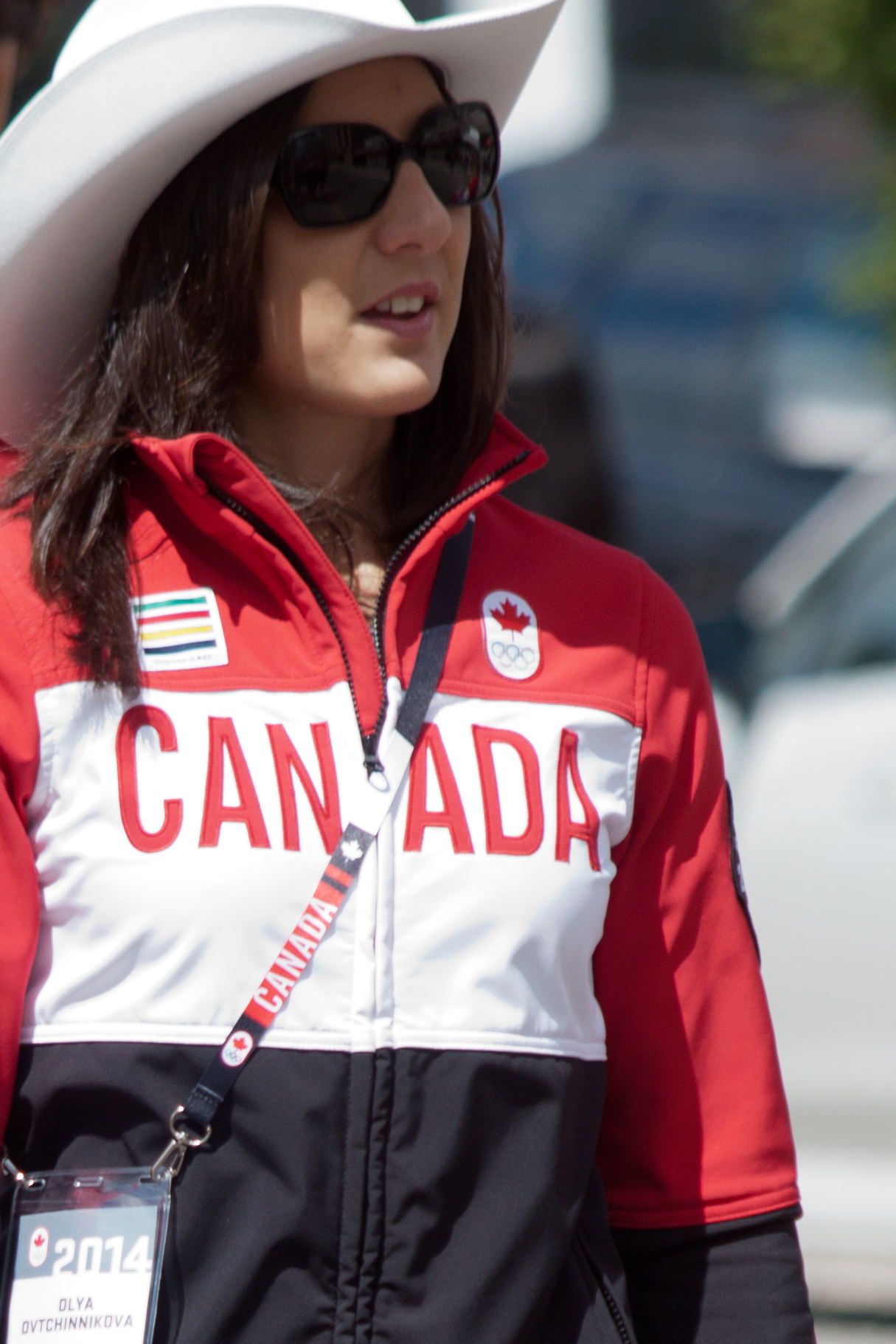
Olga Ovtchinnikova, 2014

Olga Ovtchinnikova (* 6. Februar 1987 in Moskau) ist eine kanadische Säbelfechterin.
Olga Ovtchinnikova ist gebürtige Russin und nahm in Moskau an den nationalen Meisterschaften teil. 2000 kam sie mit ihrer Familie nach Toronto. Bei den Panamerican Games 2007 gewann sie Bronze. Bei den Olympischen Spielen 2008 wurde sie mit der Mannschaft Siebte im Säbelfechten, im Einzel erreichte sie den fünfzehnten Platz.